# Penstemon hallii
Penstemon hallii är en grobladsväxtart som beskrevs av Asa Gray. Penstemon hallii ingår i släktet penstemoner, och familjen grobladsväxter. Inga underarter finns listade i Catalogue of Life.